# Abu Abd Allah asz-Szi'i
Abu Abd Allah asz-Szi'i (arab. ابو عبد الله الشعي, albo: Abu ʿAbdallah asz-Sziʿi [pełne imię: Abu Abd Allah al-Husajn Ibn Ahmad Ibn Zakarijja asz-Szi'i], ur. w Kufie w Iraku [według niektórych źródeł w Sanie w dzisiejszym Jemenie], zm. 18 lutego 911 w Ar-Rakkadzie w dzisiejszej Tunezji) – isma'ilicki da'i, który położył podwaliny pod państwo Fatymidów w Afryce Północnej.

## Życiorys
Abu Abd Allah został nawrócony na isma'ilizm w rodzinnej Kufie, przez niejakiego Abu Alego, wraz ze swoim starszym bratem. Z Iraku Abu Abd Allah został wysłany do Jemenu, pod kuratelę doświadczonego da'i Ibn Hauszaba. W roku 893 Ibn Hauszab kazał mu udać się z pielgrzymką do Mekki, podczas której Abu Abd Allah miał rekrutować nowych zwolenników isma'ilizmu. Tam zdobył on przychylność grupy szyickich pielgrzymów z berberskiego plemienia Kutama z Kabylii, którzy zaprosili go do siebie. Jeszcze w tym samym roku Abu Abd Allah założył centrum isma'ilickiej propagandy w położonej na uboczu miejscowości Ikdżan, jednak jego sukcesy w nawracaniu Kutama sprawiły, iż jego sława dotarła do Aghlabidów, którzy zmusili go do opuszczenia tego miejsca. Abu Abd Allah przeniósł się wówczas do Tazrutu, i wkrótce udało mu się zdobyć przychylność wszystkich Kutama oraz sformować z nich armię. Sytuacja sprzyjała mu o tyle, że w okresie tym miały miejsce wewnętrzne walki o władzę pomiędzy Aghlabidami. Od roku 902 rozpoczęła się militarna ekspansja Kutama pod przywództwem Abu Abd Allaha, która zakończyła się zajęciem 25 marca 909 roku Ar-Rakkady, królewskiego miasta ostatniego Aghlabidy Zijadat Allaha III, położonego na zewnątrz Kairuanu.
Już od roku 905 przywódca isma'ilitów Sa'id Ibn Husajn przebywał, udając zwykłego kupca, w Północnej Afryce, a dokładnie w Sidżilmasie w pobliżu dzisiejszego miasta Ar-Risani w Maroku, skąd za pomocą listów wydawał polecenia Abu Abd Allahowi. Miejscowy władca z dynastii Midrarydów zaczął jednak podejrzewać, że Sa'id nie jest wcale kupcem, i kazał go uwięzić. Abu Abd Allah ze swoją armią przybył w samą porę, żeby zmusić władcę Sidżilmasy do wypuszczenia swojego przywódcy. W pierwszych dniach 910 roku Sa'id przybył do Kairuanu i 6 stycznia 910 roku ogłosił się kalifem, przybierając imię Ubajd Allah al-Mahdi. Niezbyt przystojny i niezdolny do uczynienia spodziewanych cudów władca spotkał się jednak wkrótce z otwartą opozycją niektórych da'i, którzy domagali się dowodów jego misji Mahdiego, w tym także Abu Abd Allaha. W odpowiedzi na zakwestionowanie jego przywództwa, Ubajd Allah w roku 911 rozkazał zabić Abu Abd Allaha.